# Бегдили

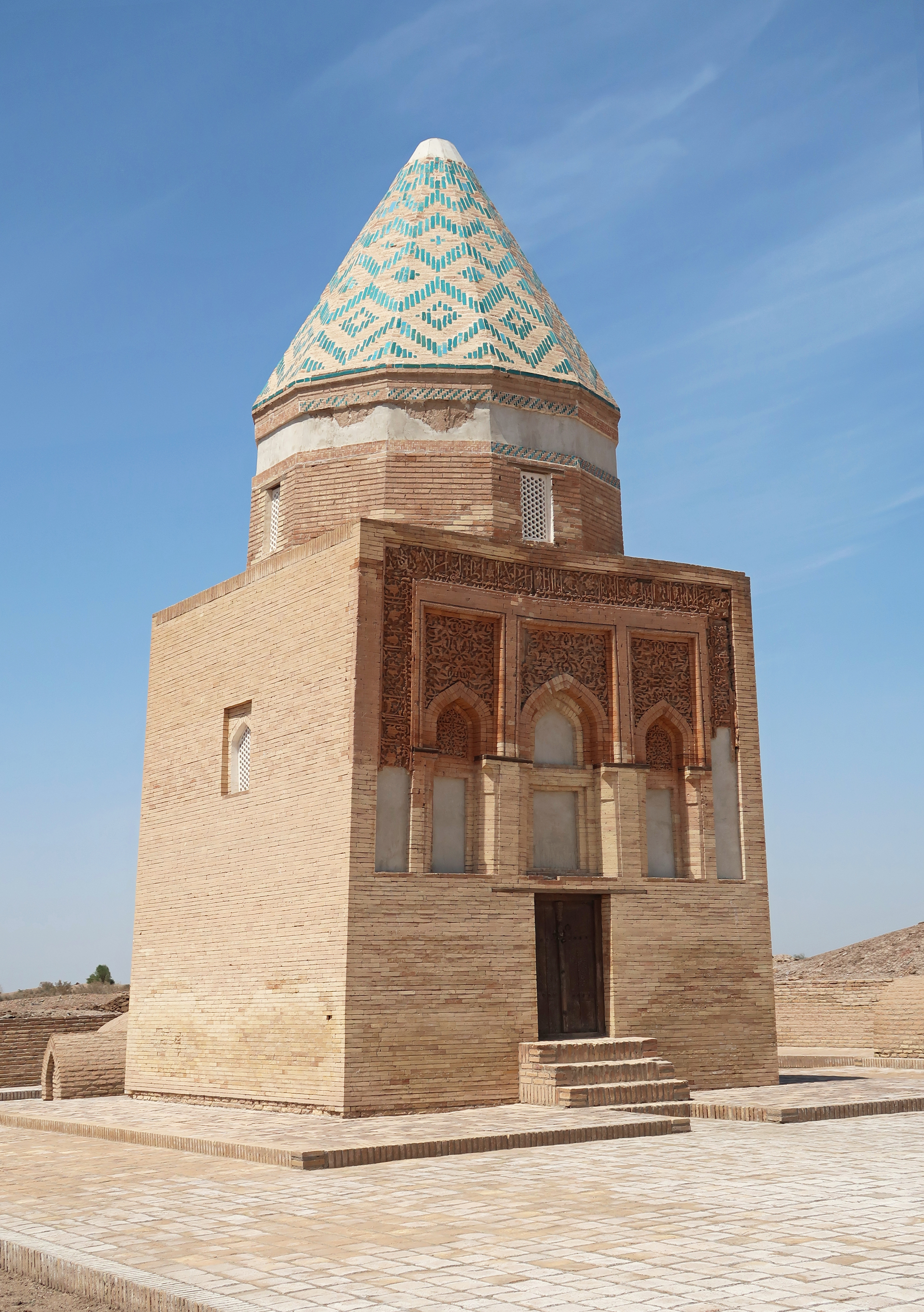
Мавзолей Хорезмшаху Иль-Арслану из племени бегдили, Кёнеургенч, Туркменистан

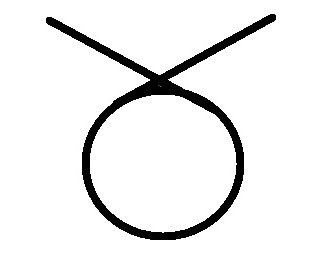
Тамга племени бегдили согласно «Родословной туркмен» Абу-ль-Гази

Бегдили (туркм. Begdili; также бекдили (бекдели), бектили или бейдили) — туркменское (огузское) племя, упомянутое в трудах средневековых историков Востока как одно из 24-х самых ранних племен, ведущих свое происхождение от древнего родоначальника туркмен и героя-прародителя других тюркских народов Огуз-хана.

Тамга племени бегдили согласно «Диван лугат ат-турк» М.Кашгари

## Происхождение
Самым ранним упоминанием племени бегдили является тюркский энциклопедический словарь Диван лугат ат-турк филолога и лексикографа Государства Караханидов XI—XII вв. Махмуда аль-Кашгари, в котором племя указывается в составе 22 родов огузов (туркмен):
«Огуз — одно из тюркских племен (кабиле), они же туркмены. Они состоят из 22 родов…Седьмой — Бектили».
Сведения о туркменском происхождении племени бегдили приводит известный государственный деятель и историк Государства Хулагуидов Рашид ад-Дин в своем произведении «Джами ат-таварих» (Сборник Летописей), глава «Легенды об Огуз-хане. Племенное деление туркмен»:
«...Каждая (ветвь) получила имя и прозвание по какой-нибудь причине или какому-нибудь поводу: огузы, которых ныне всех называют туркменами...(Потомки ветви Огуза)...ЮЛДУЗ-ХАН — Авшар, Бекдили, Карык, Каркын.». 

Об этом также сообщает и хивинский хан и историк XVII в. Абу-ль-Гази в своем труде «Родословная туркмен», где он упоминает бегдили как племя, ведущее происхождение от одного из 24-х внуков Огузхана:
«Имя старшего сына Йулдуз-хана— Авшар, второй [сын] — Кызык, третий — Бекдели, четвертый — Каркын.»

## История

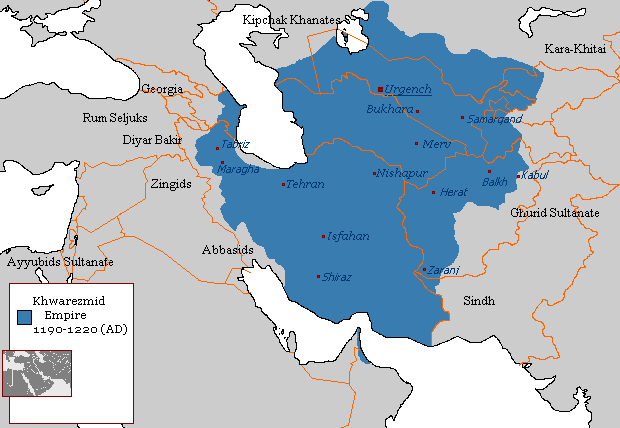
Государство Хорезмшахов, основанное туркменской династией Ануштегенидов из племени бегдили

Династия Ануштегинидов, правившая в Государстве Хорезмшахов в 1077—1231 годах, была родом из туркменского племени бегдили, о чем пишет Рашид ад-Дин: 
«Точно также самым дальним предком султана Мухаммада Хорезмшаха был Нуштекин Гарча, который был потомком колена Бегдили из рода Огуза.»
На то, что основатель династии Ануш-Тегин происходил из племени бегдили, также указывает и тимуридский историк XV в. Хафизи Абру.
Мамлюкский султан Египта Кутуз, чье полное имя было Махмуд ибн Мамдуд, правивший страной в 1259—1260 гг., также происходил из племени бегдили.
Туркмены бегдили жили на территории Юго-Западного Туркменистана в XI-XIII вв. Большие группы племени бегдили переселяются на Средний Восток в составе сельджукских войск, а также после завоевания Средней Азии войсками Чингиз-хана. Туркмены бегдили были частью халебских туркмен, проживавших в области Алеппо на территории современной Сирии в XVI в.. На территории Османской империи в XVI в. зафиксировано всего 23 топонима, носящих имя бегдили.
Туркмены бегдили также входили в состав племенного союза Шамлы, части Кызылбашской племенной конфедерации.

## Топонимы и этнонимы
В Балканском велаяте Туркменистана имеется средневековое захоронение туркменского племени бегдили под названием Бедили-ата. В настоящее время в Туркменистане, племя бегдили в качестве рода присутствует в составе туркменской этнографической группы гёклен, а также туркмен, проживающих в Лебапском велаяте Туркменистана.

В связи с тем, что в средние века, туркмены бегдили массово переселяются из Центральной Азии на территорию современных Ирана, Азербайджана и Турции, в Азербайджане и Турции по-прежнему имеются топонимы под названием Бейдили, а среди туркмен Турции до наших дней сохранилось племя бейдили:
«...Племя с названием бейдили сохранилось у турецких туркмен до наших дней.» .
Также, туркмены бегдили перселились в район Газиантепа (Турция), их потомки проживают там до сих пор. Часть племени бегдили вошла в состав тюрков-кашкайцев, проживающих на юге Ирана.